# Jacamaralcyon tridactyla
El jacamará tridáctilo (Jacamaralcyon tridactyla) es una especie de ave piciforme de la familia Galbulidae endémica de Brasil. Es la única especie del género Jacamaralcyon.

## Descripción
Mide en promedio 18 cm de longitud. La mayoría del plumaje es negruzco, con matices brillantes verdosos en las alas. Su cabeza es de color amarillo parduzco estriado, el pecho y el vientre son de tonos blancuzcos a amarillentos. Tiene el pico negro. Como indica su nombre, tiene sólo tres dedos en cada pata.

## Distribución y hábitat
Se encuentra únicamente en la mata atlántica del sureste de Brasil. Vive en pequeños grupos cerca de las márgenes de los ríos o arroyos y anida cerca de ellos, excavando en barrancos o a veces en árboles secos. Está amenazado por la pérdida de hábitat.

## Alimentación
Se alimenta de insectos.